# Saxasjön, Blekinge
Saxasjön är en sjö i Olofströms kommun i Blekinge och ingår i Skräbeåns huvudavrinningsområde.